# Salar (namn)
Salar är ett mansnamn som förekommer på persiska (skrivet سالار) och närstående språk. Utom i Iran uppges det vara vanligt i Kurdistan, Afghanistan, Azerbajdzjan, Iran och Pakistan. Det betyder "ledare".
Den 31 december 2020 var 352 män och 61 kvinnor folkbokförda i Sverige med förnamnet Salar. Av dessa hade 287 män och 11 kvinnor namnet som tilltalsnamn/första förnamn.  Vidare  hade 21 personer Salar som efternamn.

## Personer med namnet
- Salar Jung (1829–1883), indisk engelskvänlig politiker